# NGC 2347
NGC 2347 ist eine Spiralgalaxie mit aktivem Galaxienkern vom Hubble-Typ Sb im Sternbild Camelopardalis am Nordsternhimmel. Sie ist schätzungsweise 202 Millionen Lichtjahre von der Milchstraße entfernt und hat einen Durchmesser von etwa 105.000 Lichtjahren. Gemeinsam mit IC 2179 bildet sie das isolierte Galaxienpaar KPG 128 und zusammen sind sie Mitglieder der acht Galaxien zählenden NGC 2347-Gruppe (LGG 140).
Die Typ-II-Supernova SN 2001ee wurde hier beobachtet.
Das Objekt wurde am 1. November 1788 vom deutsch-britischen Astronomen Wilhelm Herschel entdeckt.

## NGC 2347-Gruppe (LGG 140)
| Galaxie   | Alternativname | Entfernung/Mio. Lj |
| --------- | -------------- | ------------------ |
| NGC 2347  | PGC 20539      | 202                |
| IC 2179   | PGC 20516      | 198                |
| PGC 20103 | UGC 3642       | 205                |
| PGC 20158 | UGC 3660       | 195                |
| PGC 19931 | UGC 3606       | 182                |
| PGC 21071 | UGC 3850       | 214                |
| PGC 20567 | UGC 3764       | 188                |
| PGC 20127 | UGC 3886       | 204                |